# Nucli antic de Móra d'Ebre
El Nucli antic de Móra d'Ebre és el centre històric de Móra d'Ebre (Ribera d'Ebre), un conjunt que forma part de l'Inventari del Patrimoni Arquitectònic de Catalunya. És dins del nucli urbà de la població de Móra d'Ebre, a la banda de tramuntana del terme i delimitat per la Plaça de Baix i passeig de l'Ebre i els carrers de la Barca, d'Antoni Asens, del Doctor Peris, de Santa Madrona i el castell de Móra. El nucli antic de la vila de Móra d'Ebre és nascut als peus del castell de la vila. Presenta una planta més o menys allargassada formada per carrers estrets i costeruts, que combinen els traçats rectilinis amb els curvilinis. Dins de l'entramat urbà d'aquest nucli també hi ha l'església de Sant Joan Baptista i diverses places, com per exemple la de Dalt, la de Sant Joan o la de la Verge. Destaca la plaça de Baix, donat que hi havia hagut l'antic port fluvial de la població. Durant les últimes obres de remodelació d'aquesta plaça es van localitzar restes de túnels i passadissos subterranis.
Actualment, la plaça presenta una porxada d'arcs de punt rodó, on es conserven diverses plaques commemoratives de les riuades més grans que ha patit el terme. En general, les construccions que conformen el nucli són cases de planta rectangular, distribuïdes en planta baixa, un o dos pisos i golfes. Majoritàriament, les obertures són rectangulars, amb portals d'arc rebaixat i galeries a la planta superior. Als pisos abunden els balcons exempts, amb baranes de ferro i llosanes motllurades. També s'observen diverses tribunes al pis. Actualment, molts d'aquests edificis han estat rehabilitats i presenten els paraments arrebossats i pintats.

## Història
El lloc de Móra d'Ebre, situat a 38 metres d'altitud, és documentat per primera vegada el 1153, quan es configura al voltant del Castell de Móra d'origen andalusí i vers el 1324 passà a formar part, juntament amb el castell, del comtat de Prades. Antigament fou fortificat amb una muralla compresa entre el carrer de Sant Joan (actualment carrer de Julio Antonio), la plaça de la Verge i el carrer de Sant Gregori.
El nucli antic és compost per un grapat de carrers estrets on es conserven cases pairals i l'església parroquial de Sant Joan Baptista. Posteriorment el centre històric fou ampliat amb el carrer nou i l'antic carrer ample, actualment carrer del Doctor Peris. Vers el 1837, durant la primera Guerra Carlina, va ser incendiada pels lliberals liderats per Cabrera, igual que alguns barris de Móra, com el del Verger, Palla o Concòrdia, moment que hom considera com una segona fundació del poble.
Vers la segona part del segle xix s'urbanitzà el carrer del Barranc. Més modernament la vila ha crescut vers migdia, al camí de Benissanet on s'ha format el Raval del Sol, prop del pont de ferro sobre l'Ebre construït durant la dècada de 1920. A més a més del Castell i de l'església, Móra d'Ebre té altres indrets d'interès com l'església del Sagrat Cor de les Germanes Mínimes de Sant Francesc, església tardana de tradició gòtica amb espadanya barroca i les capelles de la Mare de Déu del Carme, de les carmelitanes del Col·legi de Santa Teresa i la de les Germanes de la Caritat.
La vila celebra el 17 de gener la festivitat de Sant Antoni, l'1 de maig és l'aplec a l'ermita de Sant Jeroni i el tercer diumenge de maig l'aplec de la sardana. El tercer cap de setmana d'agost se celebra la Móra Morisca durant la que les cases i carrers del nucli antic es guarneixen com a l'època medieval. El següent cap de setmana, l'últim d'agost, se celebra la festa major.